# Colchis

Colchis of Kolchis (Grieks: Κολχίς, Georgisch: კოლხეთი Kolkheti) was in de Oudheid de naam voor de landstreek aan de oostkust van de Zwarte Zee. De streek ligt in het tegenwoordige Georgië, tussen Armenië en de Kaukasus. In deze streek mondde de rivier de Phasis (de huidige Rioni) in zee uit.
De streek is vooral bekend als de geboortestreek van de mythische Medea en als de plaats waar volgens de mythe Jason en de Argonauten het Gulden vlies kwamen halen. Er is wel beweerd dat het Gulden vlies, een gouden ramsvel, kan verwijzen naar een techniek in de goudwinning waarbij in een snelstromende rivier of beek die goudkorrels bevat, schapenvellen worden gelegd om het goud te winnen; de zware goudkorrels plakken vast aan de vettige wol, het zand spoelt weg.
Kolonisten uit Milete stichtten in de 7e eeuw v.Chr. aan de monding van de Phasis een stad die zij eveneens Phasis noemden, het huidige Poti. De Grieken maakten hier voor het eerst kennis met de fazant, waarvan zij de naam aan de rivier (of de stad) ontleenden (Grieks: Φασιανός ὄρνις; Latijn: Phasiana avis) en die nog altijd de wetenschappelijke naam Phasianus colchicus draagt.
Aan het begin van de 1e eeuw v.Chr. behoorde Colchis tot het rijk van Mithridates Eupator, totdat het tot oorlogen met de Romeinen kwam en hij uiteindelijk in 66 v.Chr. verslagen werd door Pompeius. Later in de 1e eeuw v.Chr. was Polemon als cliënt van de Romeinen koning van Pontus en Colchis.